# Racsa
Racsa (szerbül Сремска Рача / Sremska Rača [Szremszka Racsa], horvátul Srijemska Rača) falu Szerbiában, Vajdaságban, a Szerémségi körzetben.

## Fekvése
Szávaszentdemetertől 25 km-re délnyugatra, a Száva bal partján fekszik. Közigazgatásilag Szávaszentdemeterhez tartozik.

## Története
Mivel a Drina völgyében haladó fontos út innen indult Bosznia és Szerbia felé, ezért már az ősidőktől fogva fontos szávai átkelőhely és a kereskedelmi utak szintén kiemelkedő találkozóhelyének számított. Hisz tudjuk, hogy már a római korban is lakott település volt, bár első említése csak 1275-ből való. Fontos királyi városnak számított, ám ez irányú jelentőségét a 14. században fokozatosan elveszítette és 1459-ben már csak mint mezővárost említik az oklevelek. Egykori vára mintegy 5 km-re volt a folyó egy éles kanyarulatában a Drina folyó torkolatával szemben, melynek első említése 1465-ből való. 
A térség török megszállását illetően több évszám is szerepel a szakirodalomban. Egyesek 1521-re, mások 1529-re teszik, bár térségének mocsaras, nehezen járhatósága miatt inkább 1549-re datálják. A térség még 1570-ben is jelentős városi ranggal bírt a török hódoltság ellenére. Maga a város és várának legelső leírása Evlija Cselebitől, a híres török utazótól származik, aki leírja hogy Racsa várát annyira elpusztították hogy már szinte semmi sem maradt belőle. 1688-ban Tunckel őrnagy lerohanja és kifosztja a települést. Ezután az egykori vár helyén új erődöt emeltek. Hogy mikor szabadult fel végleg a török uralom alól az vitatott, bár maga az 1699. évi karlócai béke már a Habsburg térséghez utalja.
Két évvel később kapitánysági székhellyé alakították át a települést. Az 1700-as évek török és Habsburgok közötti háborúiban igen jelentős szerephez jutott a város erődje többször is. 1716 és 1717 között több portyát is innen intéztek, és jó néhány hadi jelentési is innen származik. Legelső ábrázolása a térségnek és a racsai várnak 1727-ből való Nicolas Doxat von Morez ezredestől. 1737 és 1739 között szintén fontos szerepet töltött be az újabb közös Habsburg-orosz törökök elleni hódító hadjáratban. 1737-ből három térképes ábrázolás is fennmaradt Racsáról. A fokozódó hadi helyzet lázas fejlesztésekre kényszerítette a várat és térségét illetően az osztrák erőket. Ekkoriban Roth alezredes látta el a vár parancsnoki tisztségét kb. mintegy 500 főnyi katonasággal. 1737. október 4-én heves ágyútűzzel mintegy 10-20 ezerfőnyi török sereg vert tanyát a Száva boszniai partján. Végül az érkező 10 zászlóaljnyi gyalogság és 3 lovasezrednyi erősítés hatására a törökök visszavonultak, jelentősebb kárt sem a településben, sem a várban nem lévén képes okozni. Több fejlesztési terv is volt a térséget és várát illetően, de ezek többségében sosem valósultak meg. 1739-ben erős földrengés rázta meg Racsát, mely magában a várban is jelentős károkat okozott, mely a folyók romboló erejével együtt erődje pusztulásához vezetett. 1776-ban már csak mint helyőrséget említik az írások, erődjét már meg sem említik. 1784-ben újra erődöt emelnek a régi erősség helyén, egyben jó minőségű utat is kiépítve a falu és erődje között, amit máig is használnak. A falu igen jelentős szerepet vállalt az első török ellenes szerb felkelésben Hadži (Pilgrim) Melentius Stefanović (1766–1824) révén, aki egyben nem csak a racsai kolostor apátja volt, hanem a felkelés vezére is egyben. Ugyanakkor jelentős részük volt az Užice város felszabadításáért történt hadjáratban is. 
A 19. században erődjét elhagyták, majd börtönné alakították. Végül a század végén teljen elhordták kőanyagát építkezéshez, belőle szinte semmi sem maradt. Az első világháborút követő trianoni békediktátum végleg Szerbiához csatolta a falut több sorstársával együtt. A II. világháború atrocitásai sem kímélték a községet, amikor 1943-ban bolgár katonák égették fel a házakat és a kolostor építményeit.

## Nevezetességei
- Igen híres ortodox kolostora, melyet Dragutin király alapított még a 13-14. század környékén, bár többször elpusztult, ezért a ma is látható kolostor 1826-os építésű. Itt őrzik Miroslav herceg evangéliumos könyvét, mely a 12. századi szerb irodalom legjelentősebb műve. Ma a belgrádi Szerb Nemzeti Múzeumban tekinthető meg.
- Racsa várának romjai